# Villanueva de Perales
Villanueva de Perales är en kommun i Spanien. Den ligger i den autonoma regionen Madrid, i den centrala delen av landet, 30 km väster om huvudstaden Madrid. Antalet invånare är 1 674 (2024).